# Калайоки (река, впадает в Петриярви)
Калайоки — река в России, протекает по территории Кестеньгского и Амбарнского сельских поселений Лоухского района Республики Карелии. Длина реки — 15 км.
Река берёт начало из Большого Елового озера на высоте 118,8 м над уровнем моря и далее течёт преимущественно в восточном направлении по заболоченной местности.
Река в общей сложности имеет два малых притока суммарной длиной 5,0 км.
Впадает на высоте 88,6 м над уровнем моря в озеро Петриярви, через которое течёт река Кереть, впадающая в Белое море.
Населённые пункты на реке отсутствуют.
Код объекта в государственном водном реестре — 02020000712102000001769.